# 居浩然
居浩然（1917年—1983年），湖北省广济（今武穴市）人，中國國民黨元老居正次子，名字是孫中山取的，國立清華大學社會學系毕业。

## 生平
抗战期间考入中央陆军军官学校十六期步兵科，後來在美國哈佛大學、英國牛津大學等地進修。
曾任淡江英專（淡江大學前身）校長。1952年3月1日發行《英萃》雜誌。1959年在義大利米蘭舉行的第四屆世界社會學大會，居浩然代表中國社會學社爭取加入國際社會學社成為會員，後來成為國際社會學社理事會的理事。夫人徐萱女士是近代著名科學家徐壽之曾孙女，婚後育有四名兒女，即居文、居玫、居蜜、居美，漫畫作家王小痴（本名王翼樟）說他「一向以懼內名世」。
1961年10月1日，《文星》第四十八期刊出居浩然的《徐复观的故事》。1962年国学西学论战，文星居浩然以連續三篇「科學與民主」、「西化與復古」及「從門德列夫的週期表算起」，釐清科學、民主、知識等基本觀念；痛批立法委員胡秋原不懂普朗克常數的定義與傅立葉的積分公式，還胡扯「量子力學解釋有三派」，最後送給胡對聯：「不知所云三化論，東拉西扯一團糟」，橫批「信口胡言」。整個事件下來，有人拍手叫好，有人認為居欠缺口德，所謂“极尽刻薄、无情之能事，一副豪门恶少的嘴脸”（许逖语）；又揭發胡秋原在1933年11月的“閩變”中，有過“與虎謀皮的反動行為”。
《李敖回憶錄》裡曾提到居浩然與李敖一起去舞廳玩的往事，當時居浩然正「形而上而下之」，逢居太太來電查勤，居浩然正色說：“這裡沒有居浩然，我姓張，在風月場所，我都姓張。”1964年移民澳洲，在墨爾本大學教書19年，當地侨胞形容他是一個“以得罪人而为乐”的人物，終老海外。1983年3月5日病逝澳洲，其妻子攜其骨灰返台安葬於雙親墓地附近。

## 著作
- 《十論》
- 《寸心集》
- 《戰爭社會學》
- 《东西文化及其军事哲学》
- 《儒家学术的非宗教性》
- 《派深思的社會體系簡介》
- 《論全球戰略計畫》
- 《中国兵书五种》
- 《论正轨战术》
- 《论游击战》
- 《蔣百里論》